# 沙特艾阿里足球會
沙特艾阿里足球會（英語：Al-Ahli Saudi Football Club），或译沙特国民，簡稱沙地國民，前稱「Al-Thaghar」，是一間位於沙烏地阿拉伯港口城市吉达的職業足球會。球隊身穿綠白色球衣參賽。隊名中“الأهلي”意為國民。
艾阿里是沙特阿拉伯最大的体育俱乐部之一，其中包括许多沙特国家队的成员。球队四次夺得沙特足球联赛冠军，1969, 1978, 1984年和2016年。 1978年，阿尔-国民俱乐部成为沙特第一支也是唯一一支同时夺得联赛和杯赛两项冠军的球队，还获得了国王杯13 份作为记录
在吉达，1978年巴西国家队在历史性的比赛中迎战了英雄，他还曾与荷兰的阿贾克斯、意大利的罗马、西班牙的巴塞罗那和英格兰的曼彻斯特进行过交手，在国际比赛中他身着荷兰球衣约翰克鲁伊夫和阿根廷马拉多纳友谊赛
它被昵称为皇家俱乐部，原因是由于在 Al-Ahly 俱乐部存在沙特王室的象征性象征，俱乐部的颜色与沙特国家队相同（绿色和白色）。

## 榮譽
- 亞足聯冠軍精英聯賽: 1
  - 冠軍：2024–25
- 沙特職業足球聯賽：4
  - 冠軍：1969, 1978, 1984, 2016[1]；
- 沙特王儲盃：6
  - 冠軍：1957, 1970, 1998, 2002, 2007, 2015[2]；
- 沙特國王盃：13
  - 冠軍：1962, 1965, 1969, 1970, 1971, 1973, 1977, 1978, 1979, 1983, 2011, 2012, 2016；
- 沙特联合会盃：5
  - 冠軍：2001, 2002, 2007, 2012, 2013 [2]；
- 沙特超級盃：1
  - 冠軍：2016年[2]；
- 阿拉伯冠軍聯賽：1
  - 冠軍：2003[3]；
- GCC冠軍聯賽：3
  - 冠軍：1985, 2002, 2008[4]；

## 球員名單（2025/26）
1. 粗體字為新加盟球員（包括先租後賣斷）
2. 2025年夏季轉會窗：7月2日至9月10日

### 现役球员
註釋：國旗表示球員在國際足聯資格規則定義的國家隊。球員可能擁有一個以上非國際足聯國籍。
| 號碼 |            | 位置 | 球員                                      |
| ---- | ---------- | ---- | ----------------------------------------- |
| 1    | 沙特阿拉伯 | 门将 | 阿卜杜拉赫曼·桑比（Abdulrahman Al-Sanbi） |
| 3    | 巴西       | 后卫 | 罗杰·伊巴涅斯（Roger Ibañez）             |
| 5    | 沙特阿拉伯 | 后卫 | 穆罕默德·巴科尔（Mohammed Bakor）         |
| 6    | 沙特阿拉伯 | 后卫 | 巴萨姆·胡拉吉（Bassam Al-Hurayji）        |
| 7    | 阿尔及利亚 | 前锋 | 列恩·馬列斯（Riyad Mahrez）               |
| 8    | 沙特阿拉伯 | 中场 | 苏梅汉·纳比特（Sumayhan Al-Nabit）        |
| 9    | 沙特阿拉伯 | 前锋 | 费拉斯·布拉伊坎（Firas Al-Buraikan）      |
| 10   | 巴西       | 前锋 | 罗伯托·菲尔米诺（Roberto Firmino）        |
| 11   | 巴西       | 中场 | 亞歷山大（Alexsander）                    |
| 13   | 巴西       | 前锋 | （Galeno）                                |
| 14   | 沙特阿拉伯 | 中场 | 艾德·穆瓦拉德（Eid Al-Muwallad）          |
| 15   | 沙特阿拉伯 | 后卫 | 阿卜杜拉·阿马尔（Abdullah Al-Ammar）      |
| 16   | 塞内加尔   | 门将 | 愛德華·門迪（Édouard Mendy）              |
| 18   | 沙特阿拉伯 | 中场 | 尤尼斯·尚吉蒂（Younes Al-Shanqeeti）      |
| 19   | 沙特阿拉伯 | 中场 | 法赫德·拉希迪（Fahad Al-Rashidi）         |

| 號碼 |            | 位置 | 球員                                       |
| ---- | ---------- | ---- | ------------------------------------------ |
| 27   | 沙特阿拉伯 | 后卫 | 阿里·马加斯希（Ali Majrashi）              |
| 28   | 土耳其     | 后卫 | 梅里·德米拉爾（Merih Demiral）             |
| 29   | 沙特阿拉伯 | 中场 | 穆罕默德·马吉哈德（Mohammed Al-Majhad）    |
| 30   | 沙特阿拉伯 | 中场 | 齐亚德·阿尔约哈尼（Ziyad Al-Johani）       |
| 31   | 沙特阿拉伯 | 后卫 | 萨阿德·亚斯拉姆（Saad Balobaid）           |
| 32   | 比利时     | 后卫 | 馬特奧·達姆斯（Matteo Dams）               |
| 45   | 沙特阿拉伯 | 中场 | 阿卜杜勒卡里姆·达里西（Abdulkarim Darisi） |
| 46   | 沙特阿拉伯 | 后卫 | 瑞安妮·哈米多（Rayane Hamidou）            |
| 62   | 沙特阿拉伯 | 门将 | 阿卜杜拉·哈卡米（Abdullah Abdoh）          |
| 79   | 科特迪瓦   | 中场 | 弗兰克·凯西（Franck Kessié）               |
| 95   | 沙特阿拉伯 | 中场 | 艾曼·法拉塔（Ayman Fallatah）              |
| 99   | 英格兰     | 前锋 | （Ivan Toney）                             |
| -    | 沙特阿拉伯 | 中场 | 阿卜杜拉·奥泰夫（Abdullah Otayf）          |
| -    | 沙特阿拉伯 | 中场 | 费萨尔·西比亚尼（Faisal Al-Sibyani）       |

### 外借球员
註釋：國旗表示球員在國際足聯資格規則定義的國家隊。球員可能擁有一個以上非國際足聯國籍。
| 號碼 |  | 位置 | 球員 |
| ---- |  | ---- | ---- |

| 號碼 |  | 位置 | 球員 |
| ---- |  | ---- | ---- |

## 著名領隊
- 斯科拉里（Luiz Felipe Scolari）
- 姆拉德诺夫（Stoycho Mladenov）
- 阿尔法罗（Gustavo Alfaro）
- 法里亚斯（Sergio Farias）
- 索列德（Trond Sollied）
- 拉耶瓦茨（Milovan Rajevac）
- 亚罗利姆（Karel Jarolím）

## 著名球員
- （Roberto Firmino，2023-2025）
- （Franck Kessié，2023-）
- （Merih Demiral，2023-）
- （Édouard Mendy，2023-）
- （Allan Saint-Maximin，2023-25）
- （Roger Ibañez，2023-）
- （Gabri Veiga，2023-25）
- （Riyad Mahrez，2023-）
- （Ivan Toney，2024-）
- （Galeno，2024-）

## 外部連結
- 官方網站